# Погорілий Микола Ігорович
Мико́ла І́горович Погорі́лий (24 січня 1985, м. Бішкек (Киргизстан) — 4 вересня 2024, с. Погребки Суджанського р-ну Курської обл.) — український військовослужбовець, оператор-топогеодезист самохідного артилерійського взводу, який загинув у російсько-українській війні.

## Біографія
Народився у сім'ї українського кадрового офіцера, який загинув в Афганістані у 1986 р. До загибелі батька проживав разом із сім'єю у м. Бєшкек (Киргизстан), а після із родиною повертається до України і оселяється у м. Тернопіль.

### Вихованець Пласту
Микола Погорілий змалечку був членом Пласту — Національній скаутській організації України. Дитячі роки пройшли у пластовому гнізді число 15 «Володарі ночі». Перейшовши у пластове юнацтво, спершу належав до куреня ч. 13 ім. Олекси Довбуша, а згодом був членом гуртка «Характерники» куреня ч. 51 ім. Святослава Завойовника. Брав активну участь у багатьох пластових таборах, мандрівках та акціях.
Пластову присягу склав під час традиційної теренової гри «Листопадовий Зрив» 1 листопада 1999 року на Микулинецькому цвинтарі Тернополя біля могили Українських січових стрільців. Пластував до 2001 р.

### Освіта
Середню загальну освіту здобув у Тернопільській загальноосвітній школі І-ІІІ ступенів № 19 Тернопільської міської ради Тернопільської області. У 2001 р. закінчив навчання у Тернопільській загальноосвітній школі І-ІІІ ступенів № 21 Тернопільської міської ради Тернопільської області.
Вищу освіту за фахом бакалавр із права здобув у 2005 р. у Тернопільській академії народного господарства (нині — Західноукраїнський національний університет). Під час навчання очолював студентський парламент університету. У 2006 р. закінчив Тернопільський державний економічний університет та отримав повну вищу освіту за кваліфікацією юриста. У 2012 р. у цьому ж закладі вищої освіти здобув кваліфікацію магістра з державної служби.

### Професійна діяльність
- 2006—2013 — працював юрист-консультантом Департаменту фінансів  Тернопільської обласної державної адміністрації.

- 2013—2017 — заступник начальника відділення виконавчої дирекції Фонду соціального страхування від нещасних випадків на виробництві та професійних захворювань в м. Тернопіль[6].

- З 01.08.2017 р. по 29.12.2017 р. — завідувач сектором обліку страхувальників та доходів Тернопільського відділення управління виконавчої дирекції Фонду соціального страхування України в Тернопільській області.

### Служба в ЗСУ
До лав Збройних Сил України вступив за контрактом у 2018 р. Служив у 44 окремій артилерійській бригаді імені гетьмана Данила Апостола. Одразу після завершення першого контракту підписав його вдруге 30 січня 2022 р., напередодні повномасштабного вторгнення.
Впродовж служби виконував бойові завдання під час російсько-української війни у Волинській, Житомирській, Донецькій, Запорізькій, Сумській областях України та Курській області РФ.
Загинув вночі 4 вересня 2024 р. під час виконання бойового завдання внаслідок артилерійського обстрілу противника поблизу населеного пункту Погребки Суджанського р.-ну Курської області.
Похований 8 вересня  2024 р. на Алеї Героїв на Микулинецькому цвинтарі м. Тернопіль.

## Нагороди
Посмертно отримав такі нагороди:
- Залізний Пластовий Хрест;
- Медаль за жертовність і любов до України (ПЦУ);
- Звання Почесний громадянин міста Тернополя[10][11].

## Вшанування пам'яті
У лютому 2025 року на фасаді приміщення Тернопільського Пласту була відкрита меморіальна дошка.

## Родина
Батько — Погорілий Ігор Миколайович, 1953 р.н., українець, народився в с. Слов'ятин Бережанського р.-ну Тернопільської обасті. Загинув 24.06.1986 р. під час виконання військового обов'язку в ДРА у званні майора артилерійського дивізіону 180 МСП (посмертно нагороджений Орденом Червоної Зірки), похований на кладовищі в с. Нараїв Бережанського р.-ну, Тернопільської області.
Мати — Погоріла (Драбик) Софія Володимирівна, 1954 р.н, українка, народилася у с. Нараїв Бережанського р.-ну, Тернопільської області. Наразі — пенсіонерка (в минулому — державний службовець).
Сестра — Удич (Погоріла) Зоряна Ігорівна,1979 р.н., українка, педагог, одружена, виховує двох доньок.
У 2008 р. одружився із Анастасією Смоляк. У подружжя народився син Ігор (2009 р.). З 2018 р. подружжя офіційно розлучене.